# Andreas Bruno Wachsmuth
Andreas Bruno Wachsmuth (* 30. November 1890 in Reetzerhütten; † 24. November 1981 in Mittenwald) war ein deutscher Germanist, Literaturwissenschaftler, Gymnasiallehrer sowie langjähriger Präsident der deutschen Goethe-Gesellschaft in Weimar.

## Leben
Nach dem Schulbesuch studierte Wachsmuth an der Berliner Universität Germanistik und war nach Staatsexamen (1920) und Promotion (1921 in Rostock) als Lehrer tätig, zunächst in Hohenlychen, ab 1928 am Arndt-Gymnasium Dahlem. 1949 wurde er Direktor dieser Schule und war in dieser Funktion bis zu seinem Eintritt in den Ruhestand 1956 tätig.
1949 übernahm Wachsmuth in Nachfolge des verstorbenen Hans Wahl die Redaktion des Jahrbuchs der Goethe-Gesellschaft. 1950 wurde er, obwohl West-Berliner, als Nachfolger von Anton Kippenberg Präsident der Goethe-Gesellschaft. 1971 gab er dieses Amt und die Herausgeberschaft des Jahrbuchs an Helmut Holtzhauer ab und wurde Ehrenpräsident der Goethe-Gesellschaft. Er trug nicht unwesentlich dazu bei, dass die Goethe-Gesellschaft in seiner Amtszeit als gesamtdeutsche Institution mit Sitz in Weimar bestehen blieb und wie kaum eine andere Organisation die Teilung Deutschlands in Ost und West ungeteilt überdauern konnte. Auch nach seiner Pensionierung übernahm Wachsmuth noch zahlreiche weitere Ämter und war unter anderem Dozent an der Freien Universität Berlin sowie Redakteur der vom Arndt-Gymnasium herausgegebenen Dahlemer Blätter.
Der Magistrat der Stadt Frankfurt am Main verlieh Wachsmuth 1955 die Goethe-Plakette, 1970 die Goethe-Gesellschaft die Goldene Goethe-Medaille. Für Verdienste um die deutsche Literatur, Kultur und besonders die Goethe-Forschung wurde ihm 1972 das Große Verdienstkreuz des Verdienstordens der Bundesrepublik Deutschland verliehen.
Sein Sohn war der klassische Philologe Dietrich Wachsmuth.

## Schriften
- Joseph von Eichendorffs historische und politische Anschauungen. Rostock: Winterberg, 1921 (Phil. Diss. Univ. Rostock)
- Goethe. Über die Natur : Aus seinen Schriften. Wiesbaden: Insel, 1955
- Goethe und das Alter : Zu Goethes 125. Todestage am 22. März 1957. Hannover: Goethe-Ges., 1957
- Aus Goethes Altersweisheit. Stuttgart: Goethe-Ges., 1963
- Geeinte Zwienatur : Aufsätze zu Goethes naturwissenschaftlichem Denken. Berlin: Aufbau-Verlag, 1966